# Кахуранги
Кахуранги — национальный парк, расположенный на северо-западной оконечности Южного острова в Новой Зеландии. Парк опутан сетью пешеходных маршрутов совокупной длиной 500 км.
Слово «кахуранги» имеет много значений в языке маори, в том числе «драгоценность».

## Описание
По площади Кахуранги занимает второе место в стране: крупнее него только парк Фьордленд. На обширной территории расположено множество разнообразных форм рельефа — плато, долины, горы, пещеры и каменистые побережья. Часть парка сложена осадочными породами; в этих областях имеется множество пещер, карстовых воронок, арок и обнажений, в том числе самая длинная карстовая пещера страны Булмер. В западной части залегает зернистый розовый гранит. Землетрясения, случавшиеся в Кахуранги в прошлом, приводили к запруживанию рек оползнями, в результате чего образовалось несколько озёр.
На севере парка расположено крупное пресное болото Мангаракау (англ. Mangarakau), оно находится на южной оконечности залива Фангануи; сам залив представляет собой один из наименее подвергшихся антропогенному воздействию эстуариев страны.
На юге парк граничит с Морским резерватом Кахуранги, одним из крупнейших в стране.

### Флора и фауна
В Кахуранги произрастает более половины всех видов растений Новой Зеландии (1200), это парк с самой разнообразной флорой в стране. Растительность парка изменяется с востока на запад и при подъёме в горы. На востоке основной тип деревьев — нотофагусы, на западе доминируют ногоплодниковые с подлеском из папоротников, лиан и кустарников. Мох вида Epipterygium opararense растёт только на одном камне в Кахуранги. На побережье часто встречаются эндемичные пальмы никау, в горах обитает до 80 % всех высокогорных растений страны.
Фауна Кахуранги также представляет интерес: здесь живёт 18 местных видов птиц (в том числе большой серый киви, австралийская выпь, новозеландская камышовка (травяная славка), новозеландский плодоядный голубь, синяя утка фио, южный кака, скалистый новозеландский крапивник, кеа) и основная популяция 20—30 видов эндемичных хищных улиток рода Powelliphanta, диаметр раковины которых достигает 9 см. Кроме того, в Кахуранги живёт самый мелкий из гигантских уэта, крупнейший паук Новой Зеландии Spelungula и большая популяция благородных оленей.
Один из главных вредителей в парке — лисий кузу, уничтожающий улиток, на контроль его популяции выделяются сотни тысяч долларов в год.

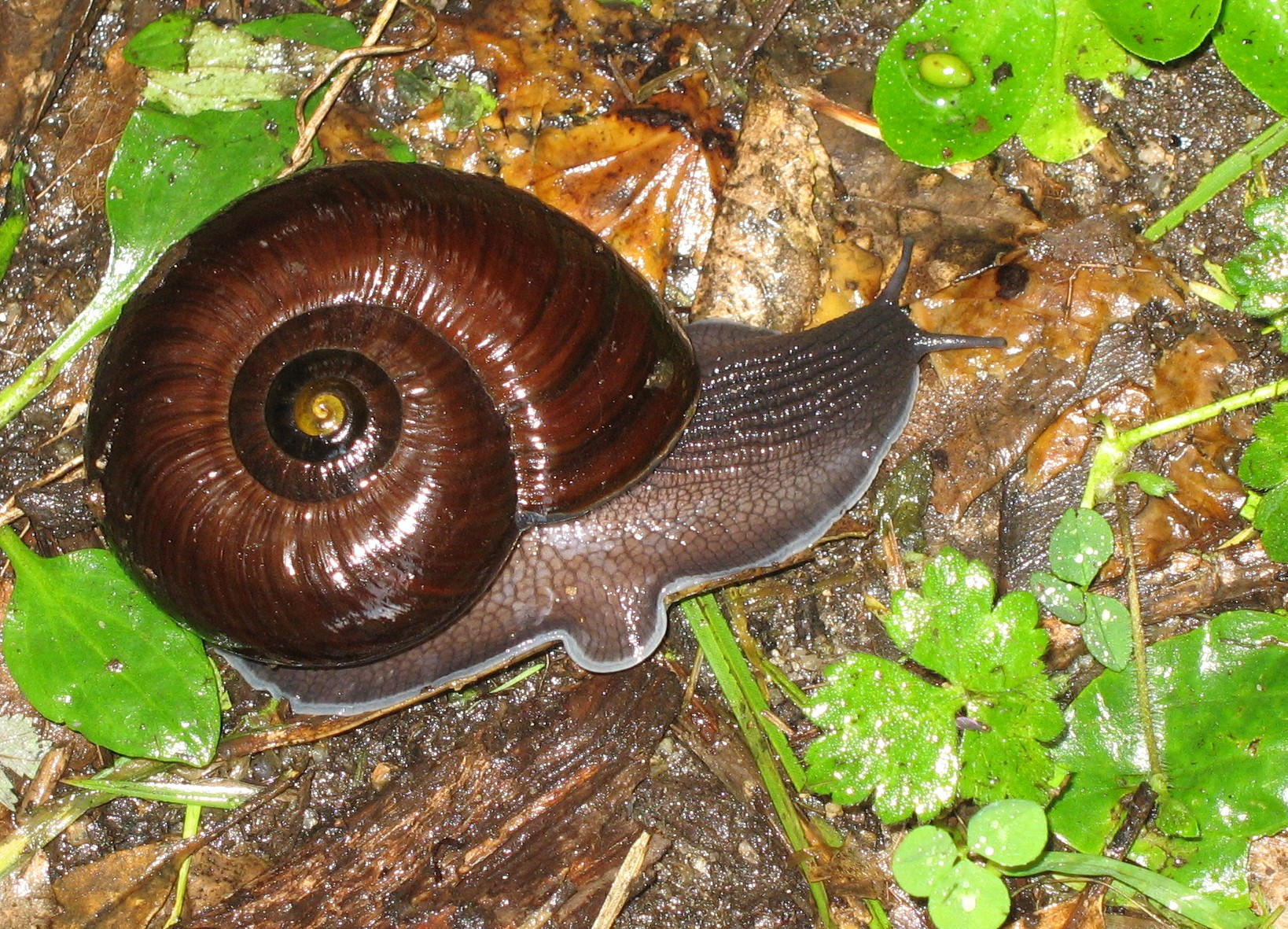
Хищная улитка Powelliphanta annectens[англ.]
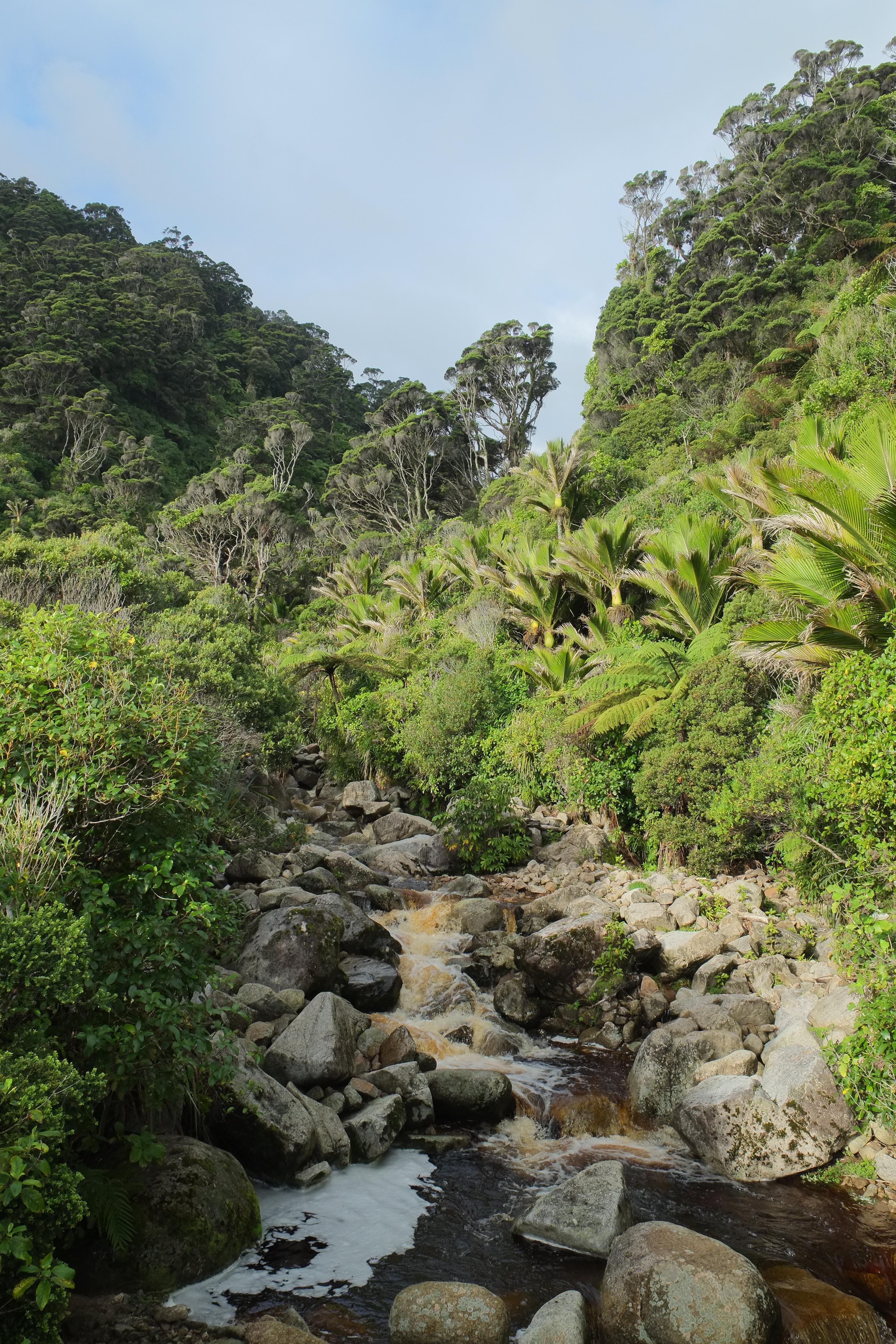
Пальмы никау на побережье парка
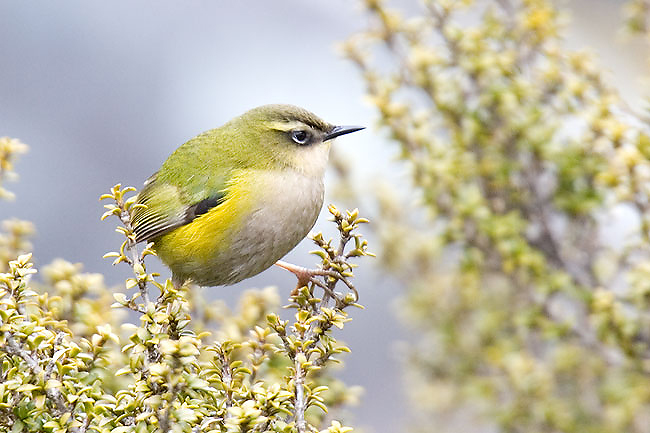
Скалистый новозеландский крапивник

## История
Кахуранги — бриллиант среди охраняемых территорий. Если бы нужно было выбрать национальные парки заново на основании того, что мы знаем, Фьордленд стал бы первым, а Кахуранги вторым.
Оригинальный текст (англ.)Kahurangi is the jewel in the conservation estate crown. If we had to wipe the national park slate clean and pick them all over again, with all the facts in front of us, Fiordland would be our number one choice, and Kahurangi second
— Хью Логан, специалист по природоохране региона Мальборо
Маори жили на занимаемой парком территории с XIV века: в 1962 году у реки Хифи было обнаружено поселение 1380-х годов, в котором находились поунаму с побережья реки Арахура и обсидиан с острова Мэр. Европейское заселение этих территорий началось в 1820-х годах. Первыми из европейцев по землям Кахуранги в 1846 году прошли чертёжник Новозеландской компании Чарльз Хифи (англ. Charles Heaphy) и Томас Браннер (англ. Thomas Brunner). После обнаружения золота на современной территории города Нельсон в 1856 году и начала золотой лихорадки через территорию парка стали проходить золотоискатели, направляющиеся к приискам Аорере. Позже лес Кахуранги начали валить дровосеки, угрей из озёр стали вылавливать рыбаки, на реке Такака была построена гидроэлектростанция с самой высокой в стране плотиной — 593 метра.
В 1970 году 425 тысячи гектаров земли Кахуранги получили статус лесного парка. Кахуранги получил статус национального парка одним из последних, причиной этому стал недостаток заинтересованных лиц и лоббистов. Фокус общественного внимания обратился на Кахуранги в 1980-х, когда на его землях началась разведка полезных ископаемых и обнаружилось, что местные флора и фауна не защищены от притязаний горнодобывающей промышленности. После того, как австралийская горнодобывающая компания подала заявку на прокладывание промышленной дороги по травянистым равнинам парка, природоохранные силы консолидировались. Благодаря их усилиям сперва охраняемый статус получили отдельные зоны, затем новообразованный Департамент консервации взял под охрану крупный участок площадью 830 км². В 1996 году парк официально вошёл в список национальных, окончательное определение его границ заняло 14 месяцев.

## Туризм
Попасть в Кахуранги можно по одной из четырёх дорог, ведущих от населённых пунктов Мотуэка, Мерчинсон, Карамеа и Такака. Из Мотуэки и Такаки в парк идут автобусные маршруты.
Парк является важной туристической зоной, его реки привлекают многочисленных рыбаков и любителей рафтинга. Посетители могут заказать в Кахуранги разнообразные туры, включающие рыбалку, охоту или пешие походы, а также посещение пещер. Самый популярный вид отдыха в Кахуранги — пешеходный туризм. Пешеходный маршрут Heaphy Track — самый длинный из «Великих маршрутов» Новой Зеландии, он имеет длину 78,4 км, его прохождение занимает от 4 до 6 дней. В 1992 году его посетило более 6000 человек.
В парке расположено множество хижин и коттеджей, некоторые из них оборудованы газовыми печками для приготовления еды.
Съёмки долины Димрил, где произошла битва за Азанулбизар, для фильма «Хоббит: Нежданное путешествие» проходили в парке Кахуранги.

Heaphy track
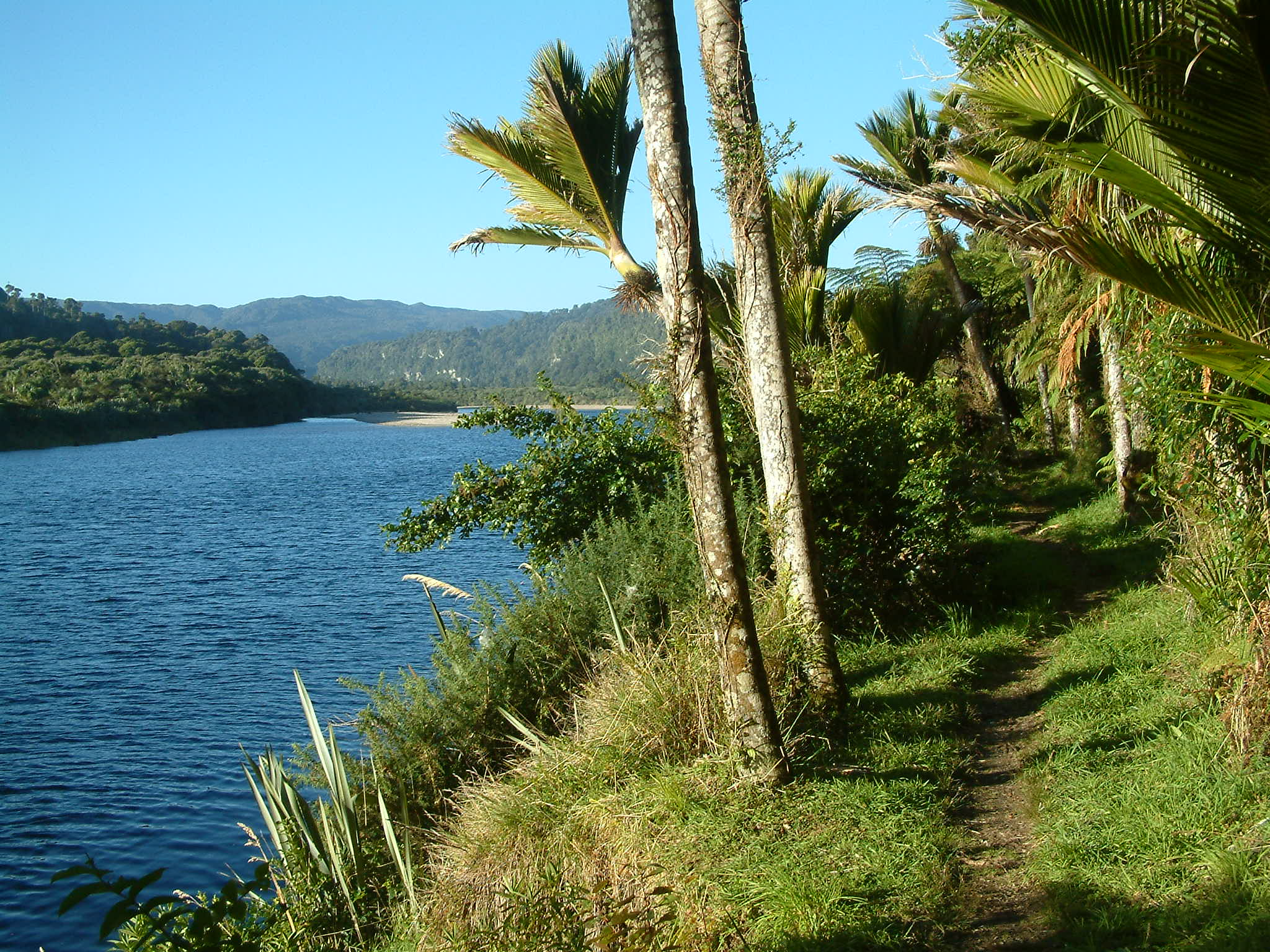
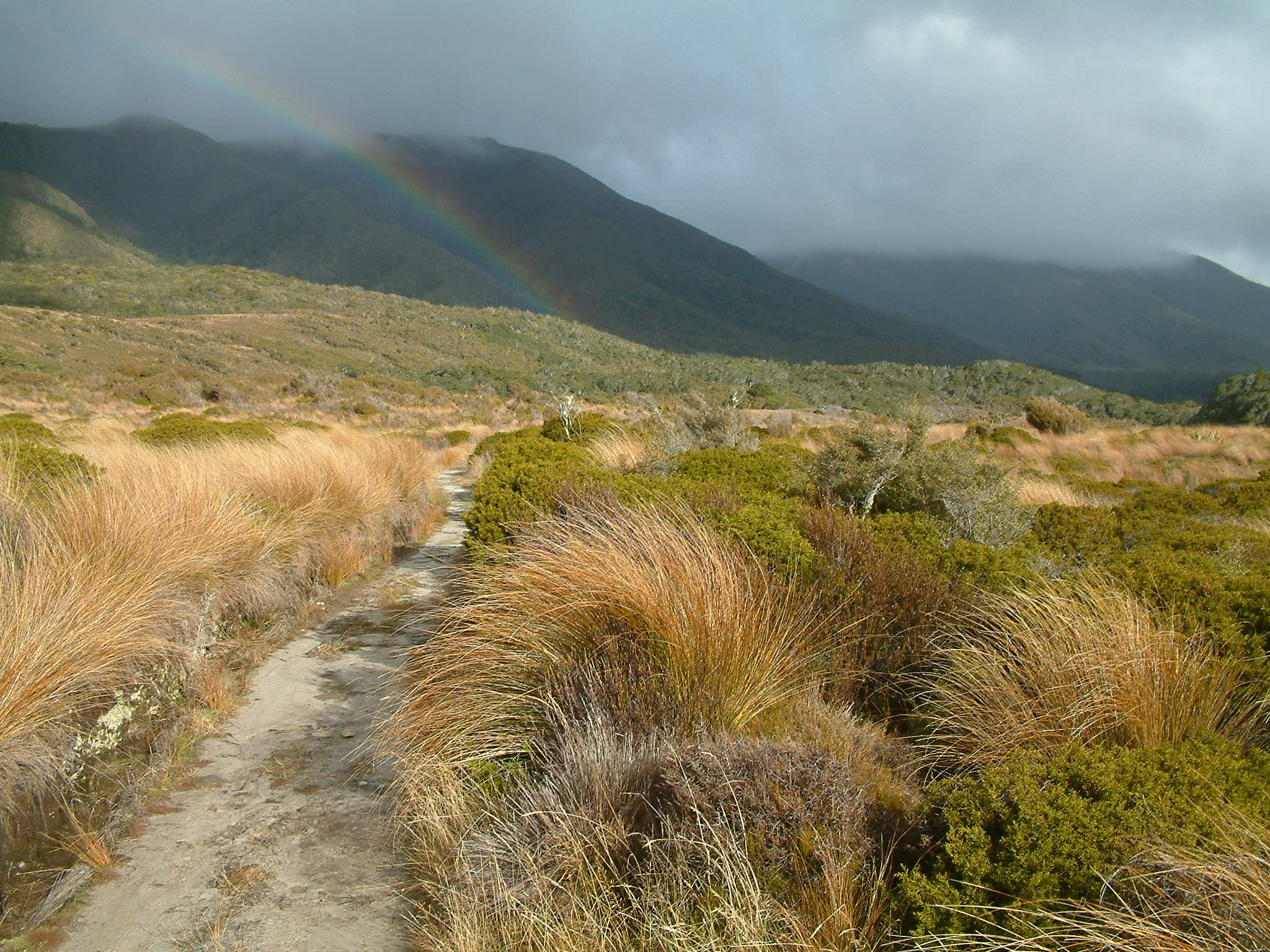
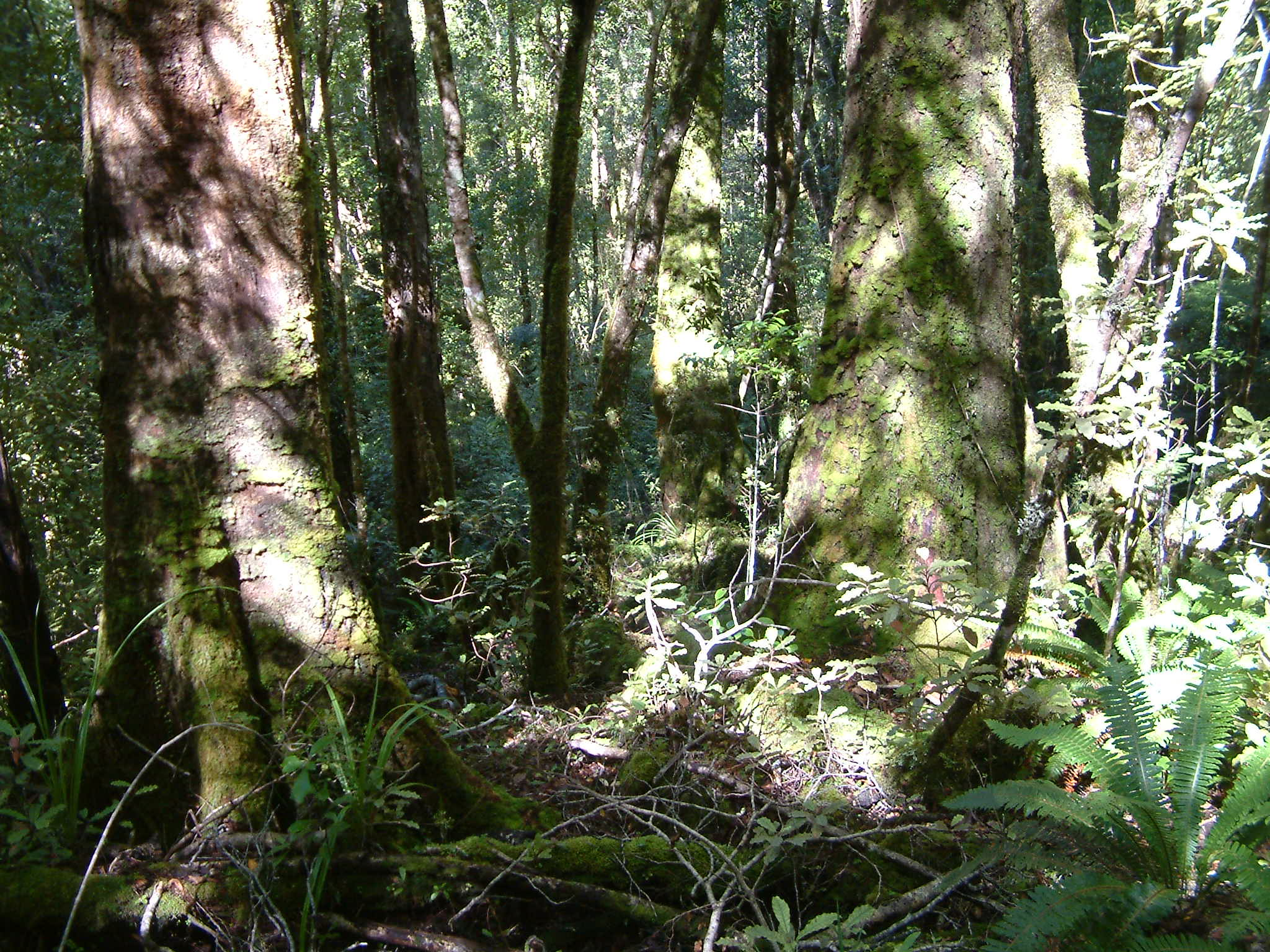